# Verrue plantaire

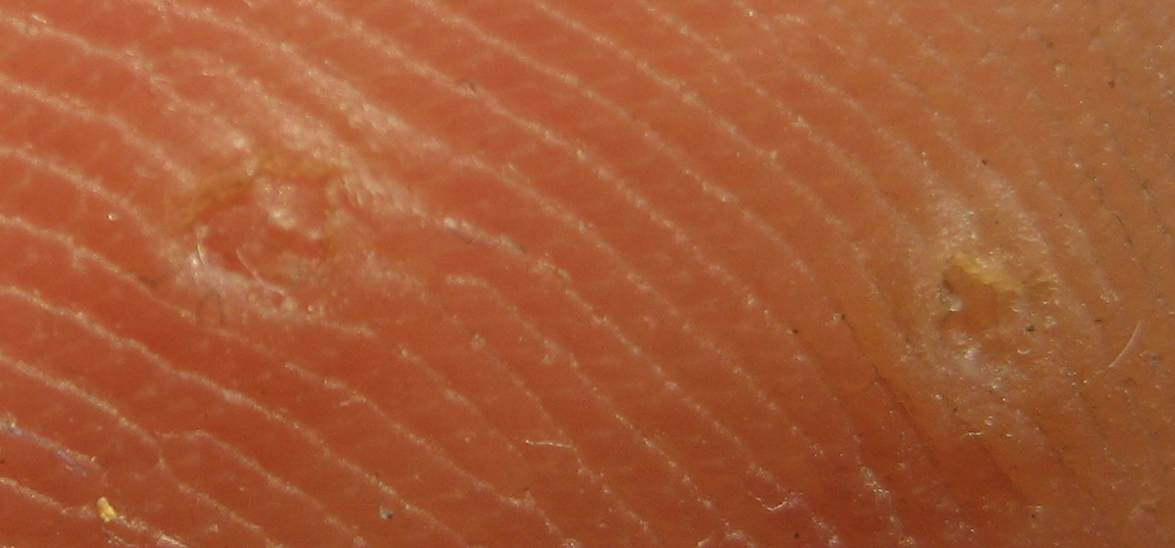
Jeunes verrues plantaires

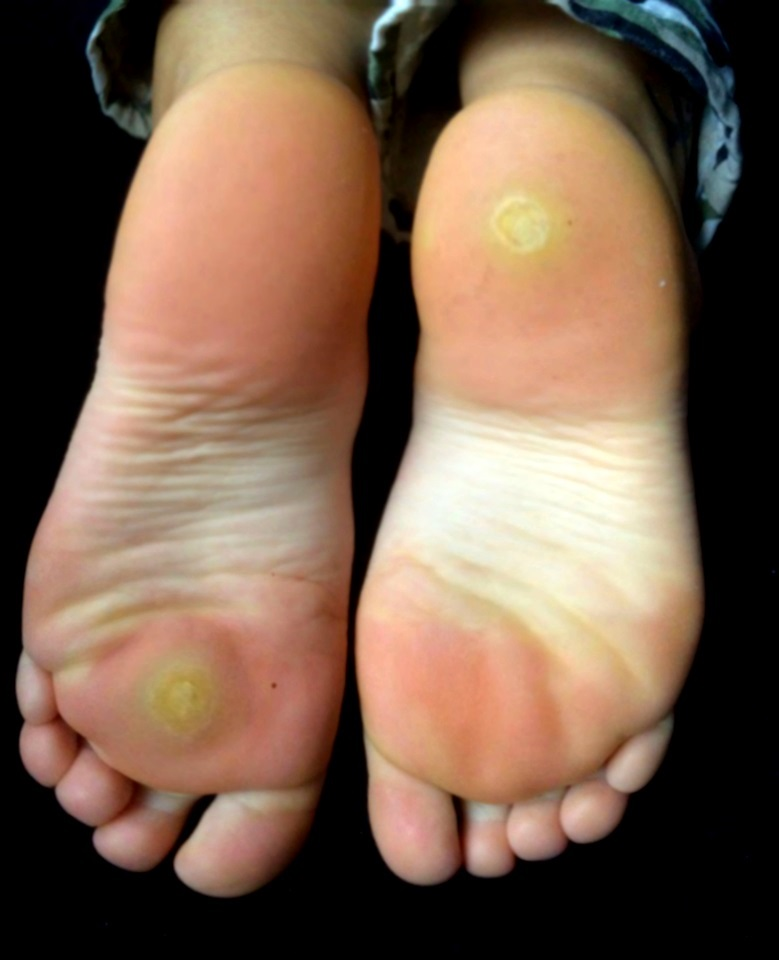
verrues plantaires, profondes et douloureuses.

Les verrues plantaires sont des verrues qui ont leur siège au niveau des points d'appui du pied. Les verrues disparaissent souvent toutes seules, mais le traitement abrège la période douloureuse et diminue le risque de contagion pour l'entourage.
Ce sont des tumeurs bénignes mais contagieuses, qui résultent d'une prolifération de cellules de l'épiderme. L'agent causal est un papillomavirus de type 1, 2, 4, 7 ou 63 (ces types sont classés sur la base des symptômes clinique visibles). 
Elles sont plus rares chez les adultes car leur immunité acquiert une capacité de défense contre ces virus.
On suppose que le virus pénètre la peau via de minuscules coupures ou écorchures dans la couche cornée de la peau du pied. Les verrues ne deviennent visibles que plusieurs semaines ou plusieurs mois après l'infection. En raison de la pression sur la plante des pieds, la verrue est repoussée vers l'intérieur et peut être recouverte d'une couche de peau dure. Une verrue plantaire peut devenir très douloureuse si elle n'est pas traitée.

## Description, diagnostic
On décrit deux types de verrues plantaires :
1. les myrmécies, qui sont des tumeurs profondes, douloureuses, localisées aux points d'appui (associées au VPH 1) ;
2. et les verrues plantaires en mosaïque, plus superficielles et même en relief, indolores, siégeant habituellement hors des points d'appui (associées au VPH 2).

Une confusion est parfois possible avec les durillons, oignons ou les cors.
Les verrues plantaires sont souvent très douloureuses à la pression et à leur endroit, les stries de la peau (dermatoglyphes) sont interrompues. À maturité, elles sont constituées d'un centre blanchâtre qui s'enfonce profondément dans le derme, entouré d'une couronne kératinisée très importante. 
Vue à la loupe, une verrue évoque souvent une forme de fleur, avec de minuscules pétéchies foncés ou des taches thrombosées évoquant des capillaires dans leur centre. Des saignements peuvent survenir si elles sont éraflées.

## Prévention
Contagion : ces verrues s'attrapent principalement dans les piscines ou dans les douches au contact du pied avec le sol. Il est donc recommandé de porter des claquettes, des chaussons ou des chaussons anti-verrues. Cependant, contrairement à l'idée commune, le virus ne se transmet pas par l'eau elle-même, si la piscine respecte les normes de traitement de l'eau, car les produits de traitement homologués sont censés tuer les papillomavirus.

## Épidémiologie
Sa prévalence est variable : elle atteint 5 % chez le jeune anglais et dépasse les 20 % chez le jeune Australien. Le virus pourrait survivre plusieurs mois sans hôte, ce qui favorise la contagion.
Les verrues peuvent se propager chez un même individu par auto-inoculation, en infectant la peau à proximité des premières lésions ou en contaminant des surfaces qui infectent l'autre pied ou une autre partie du pied. Les verrues plantaires peuvent aussi se propager à d'autres parties du corps. Elles peuvent fusionner et former des plaques ou grappes de verrues.

## Traitement
L'évolution se fait souvent vers une régression spontanée et un traitement ne doit être proposé que dans les formes gênantes, soit pour des raisons esthétiques, soit parce qu'elles peuvent être douloureuses dans certaines localisations (points d'appui, proximité d'un ongle). 
Comme pour les autres verrues, le traitement consistera généralement en leur destruction avec de l'azote liquide ou moins souvent par de l'acide salicylique, ces deux techniques ayant démontré leur efficacité qui est équivalente. En pratique, l'utilisation successive de ces deux modalités peut parfois être nécessaire,,.
Selon une étude (2010) ayant impliqué 240 participants, alors que pour les verrues vulgaires, la cryothérapie était la thérapie la plus efficace en soins primaires, pour les verrues plantaires : l'évolution spontanément favorable faisait qu'à moyen terme, une attitude attentiste (pas de traitement) face aux verrues plantaires donne à peu près les mêmes résultats.
Le traitement par acide salicylique est efficace, mais long (de deux à huit semaines), et souvent douloureux pour le patient qui doit soigner et peler la verrue plantaire quotidiennement.
D'autres méthodes sont utilisées, mais avec une évaluation non satisfaisante : photothérapie laser, pommades au dinitrochlorobenzène ou au fluorouracile ainsi que les produits à base d'acide formique.